# Le Montellier
Le Montellier es una comuna francesa situada en el departamento de Ain, de la región de Auvernia-Ródano-Alpes.
Los habitantes se llaman Montiliens y Montiliennes.

## Geografía
Está ubicada en la Dombes, al sur del departamento, a 30 km al noreste de Lyon.

## Demografía
| 173 | 166 | 141 | 161 | 170 | 221 | 244 | 256 | 297 |
| Para los censos de 1962 a 1999 la población legal corresponde a la población sin duplicidades (Fuente: INSEE [Consultar]) |     |     |     |     |     |     |     |     |